# 2006년 팔레스타인 총선
2006년 1월 25일, 팔레스타인 지역에서, 팔레스타인 자치 정부의 입법부에 해당하는 팔레스타인 입법회를 선출하기 위한 총선이 개최되었다. 선거 결과는 변화와 개혁을 표어로 내세운 하마스가 전체 득표의 44.45%, 의석 132석 중 74석을 차지하며 승리를 거두었다. 야당이 된 파타는 41.43%, 45석을 얻었다.
새로 선출된 입법회는 2006년 2월 18일 최초 회기를 가졌다. 기존 총리 아흐메드 쿠레이는 1월 26일 사표를 제출하였으나, 마흐무드 압바스 대통령의 요청으로 임시 총리로 남았다. 2월 20일 하마스 지도자 이스마일 하니야가 새 정부를 지명하였으며, 하니야를 총리로 하는 새 정부는 3월 29일 결성되었다.
2006년 총선은 하마스가 가자 지구를 장악하기 전에 실시된 마지막 선거였으며, 2023년 기준 이 이후 선거는 단 한 번도 실시되지 못했다.

## 배경
2006년 총선은 팔레스타인 입법회 두 번째 선거였다. 1996년 진행된 첫 선거 이후, 파타와 하마스 사이의 갈등으로 인해 여러 해 동안 선거가 중단되었다. 2005년 3월, 팔레스타인 정당 12개가 모여 팔레스타인 카이로 선언을 발표하였는데, 여기에는 선거에서 1996년 사용한 다수결 방식 대신 연동형 비례제를 사용하기로 합의한다는 내용이 담겼다.
2005년 6월 팔레스타인 입법회는 카이로 선언에 따라, 의석 수를 88석에서 132석으로 늘렸고, 이 중 반은 비례대표제에 따라 선출하고, 나머지 반은 기존처럼 다수제를 통해 선출하기로 하였다. 가자 지구와 서안 지구(동예루살렘 포함)의 주민은 모두 선거에 참여할 수 있었다.
총선 전 해인 2005년, 팔레스타인에서는 지방 선거와 대통령 선거가 열렸다.
당초 총선 일자는 2005년 7월 17일이었지만, 8월 9일 압바스는 총선을 2006년 1월로 연기하겠다고 발표하였으며, 8월 20일에는 총선일을 1월 25일로 결정하였다. 2006년 1월 15일 압바스는, 가자 지구의 치안 불안에도 불구하고, 이스라엘이 동예루살렘에서 선거를 막지 않는 한 총선일을 바꾸지 않겠다고 발표하였다. 이스라엘은, 지난 5년 간 오슬로 협정 인정을 거부하고 이스라엘에 대한 테러 공격을 자행한 하마스가 동예루살렘에서 선거 운동하는 것을 허용하지 않는다고 발표한 바 있었다.
미국 국제개발처는 팔레스타인 총선에 230만 달러를 지원하였는데, 일부에서는 압바스 대통령과 파타를 강화하기 위한 것이었다고 주장하기도 한다. 미국 국제개발처는 총선 시기, 지원을 받은 기관에게 지원자를 명시하라는 요구 조건을 삭제하였으며, 이로 인해 미국이 선거 결과에 영향을 주려고 한다는 비난을 받았다. 유럽연합은 법적 기반, 정치적 환경 및 운동, 선거 운동, 투표, 개표 등 선거 전반을 지원하기 위해 참관인을 파견했다.

## 선거 제도

팔레스타인의 선거구와 공식적인 통치 지역(초록색)을 보여주는 지도.

1996년 총선에서는 다수 구획 투표제를 통해, 후보 여러 명을 선출하는 선거구에서 입법회 의원 88명을 선출하였다. 2006년 총선 전 입법회 의석 수는 88석에서 132석으로 증가하였으며, 1인 2표제를 통한 비례대표제가 도입되었다. 132석을 절반(66석)씩 나눠, 절반은 팔레스타인 전체를 하나의 선거구로 보고 득표 비율에 따라 의석 수를 나눴으며, 나머지 절반은 여러 선거구에서 다수제를 통해 선출하였다.
선거인은 투표 용지 2장을 배부받았다. 첫 번째 용지에서는 정당 목록 중 하나를 선택하여, 생라그식 비례대표제에 따라 2% 이상을 득표한 정당 간 득표 비율에 따라 의석을 배분하였다. 각 정당에서는 목록에 기재된 순서대로 선출되었는데, 각 목록에서는 여성 후보자가 첫 3명 중 1명 이상, 그 다음 4명 중 1명 이상, 그 다음 5명 중 1명 이상 포함되어 있어야 했다.
두 번째 용지는 지역구 후보를 뽑는 것이었는데, 선출 후보의 수가 2명 이상일 수 있었다. 투표자는 해당 선거구에 배분된 의석 수만큼 투표할 수 있었다. 득표 계산에 특별한 가중치 부여는 없었으며, 가장 많은 표를 얻은 후보가 당선되었다. 예를 들어, 나블루스 선거구의 유권자는 인당 6명까지 투표할 수 있었으며, 득표율이 제일 높은 상위 6명이 선출되었다. 일부 지역에서는 1~2석 가량이 득표수가 가장 많은 기독교인 전용으로 지정되었다. 예를 들어, 총 5석이 배정된 라말라에서는, 기독교인 후보가 상위 5명에 들지 못했더라도 득표수가 제일 많은 기독교인 후보가 당선되었다. 기독교인용 6석은 팔레스타인 입법회 내에서 최소한의 의사 표시가 가능한 하한선으로써 도입되었다.
선거구는 총 16곳이 있었으며, 의석 수는 인구 수에 따라 결정되었다.
| 예루살렘                              | 6석 (기독교인 2석 포함) | 투바스       | 1석                     |
| 툴카름                                | 3석                     | 칼킬리야     | 2석                     |
| 살피트                                | 1석                     | 나블루스     | 6석                     |
| 예리코                                | 1석                     | 라말라       | 5석 (기독교인 1석 포함) |
| 제닌                                  | 4석                     | 베들레헴     | 4석 (기독교인 2석 포함) |
| 헤브론                                | 9석                     | 북가자       | 5석                     |
| 가자                                  | 8석 (기독교인 1석 포함) | 데이르알발라 | 3석                     |
| 칸유니스                              | 5석                     | 라파         | 3석                     |
| 선거구 총합: 66석 (기독교인 6석 포함) |                         |              |                         |

## 선거운동

### 파타
2006년 총선 이전 팔레스타인 입법회는 88석 중 68석을 차지하는 파타가 장악하고 있었으나, 모하메드 달란(1993년 오슬로 협정 참가)이나 마르완 바르구티(테러리즘 혐의로 이스라엘에서 징역 5년 선고)와 같은 젊은 인물이 등장하며, 파타 지도부에 대한 부패 혐의를 제기함에 따라, 지속적인 내분에 시달렸다. 파타는 예비 선거를 통해 후보 목록을 정하고자 했으나, 결과에 대해서 여러 논쟁이 벌어졌고 일부 선거구에서는 중앙에서 후보 명단을 일방적으로 정하기도 하였다. 젊은 당원들은 바르구티를 중심으로 알무스타그발→미래 파벌을 조직하였으나, 2005년 12월 28일 양 파벌은 통합하여 단일 후보 명단을 만들어 출마하기로 합의하였다. 이에도 불구하고, 양 파벌 간의 갈등은 남아 있었다.

### 하마스
이슬람주의 단체인 하마스는 파타의 주요 정적이었다. 하마스는 1996년 총선 당시 참가를 거부했었으며, 이스라엘과 합의를 맺은 점을 들어 팔레스타인 자치 정부가 불법이라고 주장했다. 하마스의 이 주장 자체는 바뀌지 않았지만, 2006년 총선에서는 후보를 냈다.
팔레스타인 자치 정부 예산의 절반 가량을 지원하는 서방 국가들은 하마스가 자치 정부를 장악할 가능성에 대해 염려하였다. 또한, 파타 중앙파와 알무스타그발 이탈파 사이 화해가 급격히 체결된 배경으로, 하마스의 총선 승리 가능성에 대한 우려가 주요하게 작용했다는 관점이 다수를 차지한다.

### 독립 팔레스타인
독립 팔레스타인은 2005년 대통령 선거에서 2위를 차지한 무스타파 바르구티가 주도한 정당으로, 팔레스타인 국권주도의 일부였다. 독립 팔레스타인은 부패 및 파벌주의와 싸우겠다고 공약하였으며, 서안 지구 분리 장벽의 철거를 '아파르트헤이트 벽'이라고 칭하며 철거를 주장하였다. 또한, 파타의 독재 및 부패나, 하마스의 이슬람 원리주의 중 어느 쪽으로도 치우치지 않고, 진정으로 민주적이고 독립적인 대다수 팔레스타인 유권자들에게 '제3의 길'을 제공하겠다고 말하였다.

### 팔레스타인 해방대중전선 (아부 알리 무스타파)
팔레스타인 해방대중전선은 2001년 이스라엘이 암살한 해방대중전선 서기장 아부 알리 무스타파의 이름으로 총선에 참가하였다. 팔레스타인 해방대중전선은 팔레스타인 해방기구에 소속된 단체 중 파타 다음으로 큰 단체였다.

### 제3의 길
제3의 길은 재무부 장관 살람 파야드와 전 고등교육연구부 장관 하난 아슈라이가 결성하였으며, 보안군의 개혁, 민주적 발전, 사회경제적 진보에 초점을 맞추었다.
선거를 앞두고, 나블루스의 파타 지도자는 제3의 길이 CIA로부터 자금을 받았다고 비판하였다.

### 대안
대안은 팔레스타인 해방민주전선, 팔레스타인 인민당, 팔레스타인 민주연합 등 여러 정당의 동맹이었으며, 대표는 해방민주전선의 카이스 압드 알카림이 맡았다. 2005년 대통령 선거에서 팔레스타인 인민당 후보는 2.67%를 득표했었는데, 득표율이 제일 높았던 지역은 베들레헴(6.6%), 라말라(4.5%), 나블루스(4.0%)였다.

### 와아드
와아드는 '정의와 민주주의를 위한 국민 연합'이라고도 불렀으며, 2000년 캠프 데이비드 회담에서 팔레스타인 대사로 파견되었던 가자 지구 거주민 에야드 엘사라이가 대표였다. 와아드의 주요 공약은 보안 개혁, 법치주의 확립, 인권 보장 등이었다.

## 여론조사
| 날짜                | 여론조사                         | 표본 크기 | 파타               | 하마스                           | 독립 팔레스타인 | PFLP  | 대안  | 제3의 길 | 기타 | 미정 |      |      |      |    |   |
| ------------------- | -------------------------------- | --------- | ------------------ | -------------------------------- | --------------- | ----- | ----- | -------- | ---- | ---- | ---- | ---- | ---- | -- | - |
| 날짜                | 여론조사                         | 표본 크기 | 2006년 1월 20~21일 | Palestinian Public Opinion Polls | 1,720           | 42.8% | 34.2% | 6.5%     | 기타 | 미정 | 6.6% | 3.1% | 4.8% | 2% | – |
| 2006년 1월 5~6일    | Palestinian Public Opinion Polls | 1,360     | 39.3%              | 31.3%                            | 10.4%           | 6.8%  | 1.4%  | 5.5%     | 3.6% | –    |      |      |      |    |   |
| 2005년 12월 29~31일 | PCPSR                            | 4,560     | 43%                | 25%                              | 5%              | 3%    | 2%    | 2%       | ＜2% | 19%  |      |      |      |    |   |
| 2005년 12월 초      | PCPSR                            | 1,316     | 50%                | 32%                              | -               | -     | -     | -        | 9%   | 9%   |      |      |      |    |   |

## 총선 실시 과정

### 이스라엘의 방해
총선 이전인 2005년 9월 26일, 이스라엘은 팔레스타인 입법회 의원 일부를 체포하는 작전을 진행하였다. 하마스 관련자 450명 또한 구금되었는데, 대다수는 2006년 총선과 관련된 인물이었다. 구금된 인물 다수는 영장 발부 없이 진행하는 행정 구금 절차를 따랐다. 총선 기간 동안 입법회 의원 15명은 체포되어 정치범으로 수감되었다.
선거 운동 기간 이스라엘은 예루살렘 내에서의 선거 운동을 금지하였다. 집회와 공개 모임은 금지되었으며, 입법회 의원 일부는 예루살렘 주민등록증의 발급도 취소되었다. 총선을 감시한 비영리 단체 카터 센터는 구금에 대해 "개방되고 정직한 선거에서 의회 의석을 얻은 죄밖에 없다"고 말했다.

#### 동예루살렘의 유권자
2005년 12월 21일, 이스라엘 관계자들은 동예루살렘에서의 투표를 막을 계획이라고 밝혔다. 동예루살렘은 1967년 제3차 중동 전쟁 당시 이스라엘이 합병하였으며, 이로 인해 다른 총선 참여 지역과 달리 이스라엘의 완전한 민간 통치 하에 놓여 있다. 이스라엘이 제시한 이유는, 동예루살렘의 영유권과 관련한 것이 아니라, 하마스의 총선 참여 및 승리 가능성에 대한 염려 때문이었다. 이와 관련하여, 분쟁 상태에도 불구하고 동예루살렘 주민은 지금까지 팔레스타인 자치 정부의 선거에 참여할 수 있었다는 점도 제시하였다. 무함마드 아부 티르, 무스타파 바르구티, 하난 아슈라이는 동예루살렘에서 선거 운동을 시도하여 이스라엘 경찰에 의해 잠시 구금되기도 했다. 팔레스타인 자치 정부는 이와 관련하여, 동예루살렘이 참여할 수 없다면 총선 자체를 열지 않을 것이라고 밝혔다.
이스라엘과 팔레스타인은 하마스의 선거 승리를 막기 위해, 이 문제를 선거 연기 구실로 사용하자는 비밀 합의를 맺은 후, 동시에 미국에 문제를 제기했으나, 조지 W. 부시 대통령은 총선을 예정대로 진행해야 한다고 분명하게 언급하였다.
2006년 1월 10일 이스라엘은, 1996년 총선과 동일하게, 동예루살렘에 거주하는 팔레스타인인 일부가 우체국에서 투표할 수 있게끔 하겠다고 발표했다. 팔레스타인 후보는 이스라엘 경찰에 등록할 경우 동예루살렘에서 선거 운동을 진행할 수 있게끔 했는데, 이에 대해 한 경찰 관계자는 "하마스 지지자는 허가를 받지 못할 것이다"고 말했다. 이스라엘 경찰은 하마스 선거 운동원을 다수 체포하였으며, 동예루살렘에서 하마스 선거 운동 본부를 3번 가량 폐쇄시켰다.
총선 당일 예루살렘 안에서 투표함은 이스라엘 우체국 내에 보관되어 있었으며, 투표 과정을 감시하기 위해 이스라엘 경찰이 옆에 있었다. 투표 종료 후 이스라엘 당국은 팔레스타인 자치 정부에게 투표함을 넘겼다.

### 총선의 분위기
팔레스타인 총선은 유럽 의회에서 파견한 27명을 포함해, 국제 사회에서 파견한 참관인 84명이 감시했는데, 대체로 평화적이었으며 관리가 잘 되었다고 평가했다. 영국 보수당 소속 에드워드 멕밀런-스콧은, "국제 기준에 맞을 정도로 지극히 전문적이었으며, 자유롭고, 투명하며, 비폭력적이었다"는 의견을 밝혔다. 이탈리아 공산당 소속 루이사 모르간티니는 "매우 전문적인 자세와 능숙함을 보였고, 규칙을 존중했다"고 말했다. 동예루살렘을 제외한 나머지 투표소는 오후 7시 정시에 닫혔으며, 동예루살렘에서는 약 2시간 가량 투표 시간이 연장되었다. 중앙 선거 위원회는 우체국 직원들의 방해로 긴 줄이 발생해 이스라엘 당국의 허가를 받고 연장한 것이라고 발표했으나, 하마스는 이에 대해 파타에게만 유리한 조치라고 항의했다.
이슬람 무장 단체인 팔레스타인 이슬람 지하드는 팔레스타인인에게 총선을 보이콧할 것을 촉구하였다.

### 출구조사
출구조사 결과에서는 파타가 하마스보다 앞서나 입법회 과반수는 차지하지 못한 것으로 나타났다. 팔레스타인 정책 조사 연구 센터는 파타 42%, 하마스 35%, 오차 범위 4%로 추산했으며, 비르제이트 대학은 파타 46.4%, 하마스 39.5%로 보아, 파타가 과반에서 4석 부족한 63석, 하마스가 53석, 해방대중전선이 3석, 제3의 길이 2석, 독립 팔레스타인 2석, 대안 2석, 무소속 2석으로 추정했다.
하지만 예상과 달리, 목요일 하마스와 파타 모두 하마스가 과반을 차지하리라고 발표하였다. 하마스 대표 이스마일 하니야는 "하마스가 가자와 서안을 합쳐 70석 이상에서 승리했다"고 발표하였으며, 하마스 지도층 무셰르 알마스리는 하마스가 77석을 차지할 것으로 예상한다고 밝혔다. 알자지라는 파타 지도층이 패배를 인정했다고 보도했다. 아흐메드 쿠레이 총리는 목요일 아침 내각과 함께 사퇴하며, 이제 정부가 하마스에 속했다는 말을 남겼다. 알마스리는 파타와 "정치적 동반자" 관계를 바란다고 밝혔지만, 파타 지도층 지브릴 라조브는 하마스의 연정을 거부하고 파타에게 '야당의 책임'을 져야 한다고 호소했다.

#### 주요 안건에 대한 출구조사
출구 조사 당시, 누구에게 투표할지를 결정한 이유에 대해, 37%는 안전과 치안, 25%는 부패 감소라고 얘기하였다.
2006년 2월 15일, 중동 컨설팅은 출구조사 결과 주요 안건에 대한 여론은 다음과 같았다고 발표하였다.
| 주요 안건                                      | 내용                                                 |
| ---------------------------------------------- | ---------------------------------------------------- |
| 이스라엘과의 평화 협상                         | 찬성 79.5% / 반대 15.5%                              |
| 이스라엘에 대한 하마스의 정책 변화 필요성      | 찬성 78.1% / 반대 21.9%                              |
| 하마스 집권 시 치안이 향상될지에 대한 전망     | 긍정적 67.8% / 부정적 32.2%                          |
| 하마스 정권이 우선시해야 할 사항               | 1. 부패와의 싸움 2. 치안 혼란 종결 3. 가난/실업 해결 |
| 하마스가 국가에 줄 영향                        | 긍정적 66.7% / 부정적 28.5%                          |
| 통합 연정의 결성                               | 찬성 81.4% / 반대 18.6%                              |
| 통합 연정에 불참한다는 파타의 결정에 대한 의견 | 긍정적 72.5% / 부정적 27.5%                          |
| 총선 결과에 대한 만족도                        | 만족 64.2% / 불만족 35.8%                            |

메릴랜드 대학교 소속 단체인 세계 여론(World Public Opinion)은 팔레스타인 총선에 영향을 준 주요 요인을 다음과 같이 분석하였다.
지난 달 팔레스타인 총선에서 전체 132석 중 74석을 차지한 이슬람주의 무장 단체 하마스의 승리는, 이스라엘의 존재를 부정하고 이스라엘을 포함한 팔레스타인 전체에 이슬람 국가를 건설하겠다는 하마스의 주장을, 팔레스타인 대중이 받아들이게 되었는지에 대한 의문을 불러일으킨다. 이스라엘 제거라는 목표를 철회하라는 엄청난 압박을 받고 있음에도 불구하고, 하마스 지도층은 거부하였다.
이후 진행한 새 여론조사에서는, 팔레스타인인 약 3분의 2는 이스라엘의 존재를 부정하는 하마스의 정책이 바뀌어야 한다는 의견을 보였으며, 대부분은 양국 방안을 지지하였다. 또한, 하마스의 총선 승리는 하마스의 정치적 주장을 지지해서가 아니라, 기존 정부의 부패를 끝내고자 하는 바람이 반영된 것으로 추정하였다.

### 국제 참관단의 반응
카터 센터와 협력하던 미국의 비정부 기구인 국가 민주 연구소(National Democratic Institute)는 "선거 관리원이 전문적이고 공정하게 업무를 수행했다"고 보고하였다. 유럽연합에서 파견한 참관인들은 "최종 결과와 유권자의 선택이 달라짐을 나타내는 어떠한 요소도 없었다"고 밝혔다.
2006년 총선에 대한 CRS 보고서에서는 다음과 같이 언급한 내용이 있다.
이 선거는 국내 참관인 17,268명이 감독했으며, 신임된 국제 감시인 900명이 이를 보완하였다. (중략) 부시 행정부는 팔레스타인 총선의 결과를 인정하였으며, 자유롭고 공정한 선거를 실시한 점을 들어 팔레스타인 자치 정부를 칭찬했다. (중략) 선거 결과는 대체로 자유롭고 공정한 것으로 받아들여진다.

## 결과
중앙 선거 위원회는 2006년 1월 29일 월요일 최종 결과를 발표했다. 하마스는 총 132석 중 74석을 획득했으며, 다음으로 의석이 많았던 파타는 45석밖에 되지 않았다. 하마스는 선거구별 의석에서는 크게 앞섰으나, 비례대표에서는 파타보다 약간 앞선 정도에 불과했다. 파타는 칼킬리야, 라파, 예리코에서 하마스를 누르고 의석을 차지했으며, 제닌에서는 의석을 반씩 가져갔다. 베들레헴, 예루살렘, 라말라의 기독교인 의석은 파타가 차지했다.
중앙 선거 위원회는 가자 지구에서의 총 투표율은 74.6 ~ 76.0%, 서안 지구에서는 73.1%였다고 발표했다.
|                  |                                  |           |        |      |           |        |        |         |
| 정당             | 정당                             | 비례      | 비례   | 비례 | 선거구    | 선거구 | 선거구 | 총 의석 |
| 정당             | 정당                             | 득표수    | %      | 의석 | 득표수    | %      | 의석   | 총 의석 |
|                  | 하마스                           | 440,409   | 44.45  | 29   | 1,932,168 | 40.82  | 45     | 74      |
|                  | 파타                             | 410,554   | 41.43  | 28   | 1,684,441 | 35.58  | 17     | 45      |
|                  | 팔레스타인 해방대중전선          | 42,101    | 4.25   | 3    | 140,074   | 2.96   | 0      | 3       |
|                  | 대안                             | 28,973    | 2.92   | 2    | 8,216     | 0.17   | 0      | 2       |
|                  | 독립 팔레스타인                  | 26,909    | 2.72   | 2    |           |        |        | 2       |
|                  | 제3의 길                         | 23,862    | 2.41   | 2    |           |        |        | 2       |
|                  | 팔레스타인 인민투쟁전선          | 7,127     | 0.72   | 0    | 8,821     | 0.19   | 0      | 0       |
|                  | 팔레스타인 아랍전선              | 4,398     | 0.44   | 0    | 3,446     | 0.07   | 0      | 0       |
|                  | 팔레스타인 해방전선              | 3,011     | 0.30   | 0    |           |        |        | 0       |
|                  | 정의와 민주주의를 위한 국민 연합 | 1,806     | 0.18   | 0    |           |        |        | 0       |
|                  | 팔레스타인의 정의                | 1,723     | 0.17   | 0    |           |        |        | 0       |
|                  | 팔레스타인 민주연합              |           |        |      | 3,257     | 0.07   | 0      | 0       |
|                  | 무소속                           |           |        |      | 953,465   | 20.14  | 4      | 4       |
| 합계             | 합계                             | 990,873   | 100.00 | 66   | 4,733,888 | 100.00 | 66     | 132     |
| 유효표           | 유효표                           | 990,873   | 97.07  |      |           |        |        |         |
| 무효표           | 무효표                           | 29,864    | 2.93   |      |           |        |        |         |
| 총 투표수        | 총 투표수                        | 1,020,737 | 100.00 |      |           |        |        |         |
| 유권자 수·투표율 | 유권자 수·투표율                 | 1,341,671 | 76.08  |      |           |        |        |         |
| 출처: IFES, CEC  |                                  |           |        |      |           |        |        |         |

## 이후

### 새 정부
기존 정부에서 총리직을 맡고 있던 아흐메드 쿠레이는 바로 사퇴하였으나, 마흐무드 압바스 대통령의 요청으로 2월 19일까지 임시 총리로 남았다. 3월 29일에는 하마스 수장 이스마일 하니야의 주도로 새 정부가 결성되었다.

### 장관 및 의원 구금
2006년 6월 25일 이스라엘 군인 길라드 샬리트가 납치되자, 이스라엘은 가자 지구를 여러 차례 습격하였으며, 이 과정에서 민간 시설을 파괴하고, 내각 요인 및 입법회 의원 등 하마스 지지자 다수를 체포하였다. 6월 28일 육군이 가자 지구를 침공하는 동시에, 공습으로 다리 여럿과 발전소가 파괴되었고, 6월 29일에는 이스라엘군이 장관 8명과 입법회 의원 26명을 체포하였다. 같은 해 8월까지 체포된 하마스 관계자는 49명으로, 모두 서안 지구 출신이었으며, 이 중 33명은 의원이었다. 이스라엘은 체포 이유에 대해 "자신이 직접 테러 행동에 가담하진 않았더라도, 테러 조직의 구성원이었기 때문"이라고 밝혔다. 하마스는 이에 대해 이스라엘이 하마스 주도의 팔레스타인 자치 정부를 파괴하려 한다고 주장하였다.
중동 콰르텟은 하마스 정부에게, 이스라엘과 팔레스타인 해방기구 사이 체결된 합의 준수, 이스라엘의 국가 인정, 테러 지원 포기를 요구했으나, 하마스는 이를 거부하였다.

### 제제
이스라엘과 중동 콰르텟은, 팔레스타인 자치 정부와 하마스에 소속된 팔레스타인 입법회 의원에 대한 경제적 제제를 가했다.
2006년 1월 28일, 이스라엘은 새로 선출된 사람을 포함한 하마스 지도층의 가자 지구와 서안 지구 사이 이동을 막을 것이라고 발표하였으며, 1월 29일 에후드 올메르트는 하마스 정부가 설립된 이후부터 이스라엘은 팔레스타인 자치 정부를 대신해 걷은 세금과 관세에 대해, '테러리스트'의 손에 들어가지 않을 것이 확실해질 때까지 팔레스타인으로 송금하지 않겠다고 밝혔다. 미국 국무부의 콘돌리자 라이스는 "미국은 하마스 정부에게로의 지원을 끊으며, 다른 국가도 하마스 주도의 팔레스타인 정부로의 지원을 끊기를 원한다"고 말하였다. 새 입법회가 만들어지기 바로 전 날인 2월 17일, 파타 정부는 새 정부에게 넘기지 않기 위해 미국에게 지원금 5000만 달러를 반환하였다. 이 지원금은 가자 지구의 기반 시설 건설에 사용할 예정이었다.
1월 30일, 중동 콰르텟은 새 정부에게, 비폭력 원칙에 대한 약속, 이스라엘의 국가 인정, 중동 평화 로드맵과 관련한 기존의 합의 준수를 요구했다.

### 총선 후 파타 내에서의 문제
파타 소속 아흐메드 쿠레이 내각은 총선 결과가 발표되기 전에 이미 총사퇴하였다. 파타가 하마스 주도의 연정 참여를 거부하였기 때문에, 압바스 대통령은 하마스에게 새 정부 결성을 요청하였다. 2006년 1월 26일, 파타 지도자 사에브 에레카트는 파타가 하마스 정부에 참여하지 않을 것이라고 말했으며, 파타 중앙 위원회는 파타가 다음 정부에 참여하지 않을 것이지만, 압바스 대통령의 행동에 따라 달라질 수 있다고 발표하였다. 1월 28일 하마스는 파타 등 모든 정당을 포함하는 정부 결성이 불가능할 경우, 기술 관료 정부를 결성할 것이라고 발표하였다. 1월 29일 입법회의 파타 위원들은 압바스 대통령과의 대화에서, 하마스가 '정치적 동반자' 관계를 요청했지만, 파타 파벌은 하마스와의 연립 정부에 참여하지 않고 야당으로 남을 것이라고 밝혔으나, 이 주장은 파타 중앙 위원회에서 논의되거나 승인을 받지 못했다.
하마스는 결국, 수십 년 간 팔레스타인 정치를 지배해 온 파타를 제외하고 정부를 결성하였다. 2006년 2월 16일 하마스 지도자 이스마일 하니야가 총리로 추천되었으며, 같은 해 3월 29일 취임하였다. 파타가 쉽게 패배를 인정하지 않았기 때문에, 상황은 거의 즉시 악화되었다. 파타와 하마스 간 분쟁은 법과 질서의 급격한 붕괴로 이어졌으며, 특히 가자 지구에서는 공개 폭행 사건이 발생해 수십 명이 사망했다. 2006년 9월, 3월부터 임금을 거의 지급받지 못한 공무원 다수가 파타의 지원을 받아 파업에 돌입했다. 파타의 '포용파'는 하마스를 더 온건하게 만들어 연립 정부 결성이 가능하도록 만드려고 했지만, 파타의 '창단 멤버'들은 하마스의 정치를 확실한 실패로 만들어 하마스를 정치에서 제거하고자 했다.
수 개월 간 진행된 간헐적인 대화 끝에, 2007년 2월 8일, 파타와 하마스는 하마스의 최초 정부 결성 이후 시작된 충동적 폭력 사태와 국제 금수 조치를 끝내기 위한 통합 정부를 구성하자는 합의에 서명하였다.
2007년 6월 14일 가자 전투 이후 하마스가 가자 지구를 장악하자, 6월 15일 팔레스타인 자치 정부 의장 마흐무드 압바스는 하마스 주도 연정을 해산하고, 새 정부를 결성하기 위해 살람 파야드를 총리로 지명하였다. 이에 따라 하마스의 자치 정부 주도권은 사라졌으며, 하마스는 이 조치가 위법이라고 반발하였다. 새로 결성된 정부의 명목상 관할 지역은 팔레스타인 전체였지만, 현실적으로 가자 지구를 제외한 서안 지구 일부로만 제한되었다.

### 총선 후 미국에서의 문제
총선 직전, 하마스의 지방 선거 승리가 알려진 후, 미국 하원은 2005년 12월 16일, 하마스와 같은 테러 집단은 "유대인 국가로서 이스라엘의 존재할 권리를 인정하고, 선동을 멈추고, 테러를 비난하고, 테러 기반시설을 영구적으로 무장 해제 및 해체"할 때까지 팔레스타인 선거 참여를 허용해서는 안 된다는 결의안을 통과시켰다. 팔레스타인 자치 정부는 이 결의안을 무시하였으며, 압바스 대통령은 하마스를 팔레스타인 정치 체계 내에서 흡수할 수 있으리라 보고, 하마스의 총선 참가를 무조건 수용해야 한다고 밝혔다.
2006년 선거 이전 이스라엘은 미국에게 하마스가 정부 요직을 요구하기에 충분한 의석을 확보할 가능성이 있다는 염려를 보였으나, 미국 대통령 조지 W. 부시는 선거 과정에서 하마스를 제외하라고 압박할 용의가 없었다. 또한, 부시 대통령과 마흐무드 압바스는 파타가 총선에서 승리할 것이라고 확신했기 때문에, 총선이 예정대로 치뤄져야 한다고 주장했다. 가디언은 예상 외의 하마스의 총선 승리를 "민주적인 선거는 항상 친서방 정부로 이어진다는, 부시 정부 중동 정책의 중심 전제에 상처를 주었다"고 평가했다.
2006년 2월 뉴욕 타임즈는 다음과 같은 보도를 발표하였다.
미국과 이스라엘은, 새로 선출된 하마스 지도층이 실패하여 선거가 다시 치뤄지게끔 하기 위해, 팔레스타인 정부를 불안정화시킬 방안을 논의하고 있다. 이는 팔레스타인 자치 정부를 자금과 국제 관계 면에서 굶주리게 만들어, 지금으로부터 몇 달 후, 마흐무드 압바스 대통령이 새로 총선을 진행하지 않을 수 없게끔 하려는 의도이다.

2008년 4월, 하아레츠와의 인터뷰에서 톰 세게브는 다음과 같이 밝혔다.
 제이크 월레스 주예루살렘 미국 총영사는 마흐무드 압바스의 책상 위에 기밀 문서, 즉 '논란거리' 메모를 남기고 갔다. (중략) 이 남긴 종이에 의하면, 월레스는 압바스를 압박하여 하마스에게 권력을 준 선거의 결과를 무효화시키려고 했다. (중략) 아무 일도 일어나지 않자, 월레스는 팔레스타인 대통령에게 행동할 때가 되었다고 경고하였으나, 압바스는 반대로 통합 정부를 구성하기 위해 하마스와 협상을 시작했다. (중략) 이 시점부터 미국은 '플랜 B'로 옮겨갔다. 이는 하마스를 무력으로 제거하려는 계획으로, 미국의 지원을 받은 파타가 이길, 고의적으로 조장된 내전이었다.
또한, 가디언의 수잔 골든버그는 이와 관련하여, 미국 국무부가 "5년 간 임금, 훈련 비용, 무기 값을 더해 총 12억 7000만 달러를 지출할 계획"을 세웠다고 보도했다.
2008년 4월, 배너티 페어는 "가자 폭탄 선언"이라는 제목이 붙은 기사를 실었다.
하마스 구성원들이 가자 내 유력 인사인 모하메드 달란보다 싫어하는 사람은 없다. 최근 압바스의 안보 보좌관으로 근무한 달란은 10년 이상 하마스와 싸워 왔다. (중략) 부시도 달란을 최소 3번 이상 만났다. 2003년 7월 백악관에서의 회담 이후, 부시는 달란을 "착실한 지도자"라고 공개적으로 칭찬하였으며, 미국과 이스라엘 관계자 다수는 사적인 자리에서 달란을 "우리 사람"으로 불렀다.
배너티 페어는 부시가 승인하고, 국무부 장관 콘돌리자 라이스 및 안보 부보좌관 엘리엇 에이브럼스가 시행한, 팔레스타인 내전을 유발하기 위한 은밀한 계획을 담은 비밀 문서를, 미국과 팔레스타인 내 여러 소식통을 바탕으로 입수하였다. 이 계획은 달란이 이끄는 군대가, 미국이 공급하는 신형 무기로 무장하고, 민주적으로 선출된 하마스 주도 정부를 권력에서 끌어내리기 위해 필요한 힘을 파타에게 주기 위한 것이었다. (국무부는 이에 대한 언급을 거부했다.)

일부 소식통은 이 계획을 '이란-콘트라 2.0'이라고 불렀는데, 이는 로널드 레이건 대통령 집권기 이란-콘트라 사건 당시 에이브럼스가 의회에 정보를 제공하지 않았다는 이유로 유죄 판결을 선고받은 (이후 사면됨) 사건을 떠올렸기 때문이었다.
예루살렘 포스트는 배너티 페어의 문서가 "미국 국무부 및 팔레스타인 관계자에게 제공받은" 것이 맞다고 확인하며, 다음과 같은 글을 덧붙였다.
 보고서에는 적을 권력에서 몰아내는 대신, 미국의 지원을 받은 파타 전투원들이 경솔하게 하마스를 자극해, 2007년 6월 가자 지구 전체를 장악하도록 하였다고 말했다. 하마스의 가자 지구 장악 1달 후 부통령 딕 체니의 중동 수석 보좌관직을 사퇴한 데이비드 웜서는, 파타가 일부러 유도하지 않는 한, 하마스가 가자 지구를 장악할 의사가 없다고 생각했다고 밝히며, "내가 보기에 이 일은 하마스의 쿠데타라기보다는, 시작되기 전에 선수를 뺏긴 파타의 쿠데타 시도 같다"고 밝혔다. 웜서는 또한 부시 정부가 "부패한 (팔레스타인 자치 정부 대통령 마흐무드 압바스가 이끄는) 독재 정권 에 승리를 제공하기 위한 더러운 전쟁"에 참여했다며, 부시 행정부가 위선적임을 주장하면서, "대통령이 중동 민주주의를 외치는 것과 이 정책 사이에는 심각한 단절이 보인다. 정면으로 배치된다"고 말했다.
미국의 소리는 부시 정부가 배너티 페어 보도를 부인했다고 보도하였다.
2016년, 힐러리 클린턴과 엘리 촘스키의 2006년 인터뷰 내용을 담은 오디오 테이프가 등장하였는데, 여기서 클린턴이 "팔레스타인 영토에서 선거를 진행한 것은 큰 실수였다"며, "선거를 추진할 생각이었다면, 누가 이길지를 정하기 위해 무엇인가를 했어야만 했다"고 말하는 내용이 담겼다.

### 총선 후 이스라엘에서의 문제
2006년 1월 31일, 이스라엘 국방부 장관 모파즈는 하마스의 총선 승리로 인해 서안 지구에서의 철수 이유가 생겼으며, 이스라엘이 스스로 새로운 방어선을 설정해야 할 것이라고 말하였다.
2006년 2월 BBC는 다음과 같은 보도를 내보냈다.
이스라엘 내각은 현재 무장 단체 하마스가 장악하고 있는 팔레스타인 자치 정부에 대한 징벌적 제제를 승인했다. 이스라엘은 팔레스타인 자치 정부에게 돌아가는 월 5,000만 달러(약 2,800만 파운드)의 관세를 억류하고, 하마스 구성원에 대한 이동 제한 조치를 취할 예정이다.
이와 관련하여, 1997년 당시 미국 국무부 장관 매들린 올브라이트는 팔레스타인 자치 정부가 받아야 할 자금을 이스라엘이 보유하는 것은 불법이라고 주장한 바 있다.
2006년 6월, 한 이스라엘 군 관계자는 이른 아침 하마스 관계자 64명이 체포되었다고 발표하였다. 팔레스타인 관계자는 이 중 7명은 하마스 내각 요인, 20명은 입법회 의원이었다. 압바스 대통령의 측근인 사에브 에레카트는 "우리는 정부가 없다. 아무것도 없다. 다 빼앗겼다"라는 말을 남겼다.
2007년 6월 워싱턴 포스트는 다음과 같은 기사를 발표했다.
하마스 (중략) 지도자들은 압바스의 군대를 강화하기 위해 미국이 지원한 4000만 달러로 인해, 파타의 보안군이 이스라엘과 미국의 이익을 위해 활동한다고 비난했다. (중략) 이스라엘 정부는, 가자 지구 통제를 강화하여 이스라엘 국방부를 염려하게 만든 하마스에 대항하는, 파타 군대를 공개적으로 지지하였다.

2007년 6월 13일자 위키리크스에는, 신베트 보안 책임자 유발 디스킨이 주이스라엘 미국 대사 리처드 존스에게, "파타는 하마스를 공격하기 위해 이스라엘에 도움을 요청했다"고 말하며, 팔레스타인 자치 정부와 예루살렘의 관계에 있어 전례 없이 새로운 진전이라고 전하였다는 내용이 실렸다.
워싱턴으로 보낸 전문에서, 존스는 야들린이 하마스가 가자 지구를 장악한 것을 상당히 만족스러워했다고 밝혔다. 야들린은 존스에게, 만약 하마스가 가자 지구를 완전히 장악한다면, 이스라엘 방위군은 가자 지구를 적대적 영토로 간주할 수 있게 되어, 무장 세력을 외교가 서툰 집단으로 보지 않을 수 있으리라고 말한 것으로 보인다.